# Camille Mayran
Pour les articles homonymes, voir Mayran.
Marianne Saint-René Taillandier, dite Camille Mayran, née à Munich le 29 janvier 1889 et morte à Strasbourg le 26 avril 1989, est une femme de lettres française, première lauréate féminine du Grand prix du roman de l'Académie française en 1918.

## Biographie
Marianne Saint-René Taillandier est la petite-nièce d'Hippolyte Taine et la petite-fille de l'historien et écrivain Saint-René Taillandier. Son père, Georges Saint-René Taillandier, est diplomate, et sa mère, née Madeleine Chevrillon, à laquelle elle consacra un livre de souvenirs, est historienne. Son mari, Pierre Hepp, avec lequel elle publie un livre sur l'Alsace, est directeur de La Revue de Paris. Sa fille est l'universitaire Noémi Hepp.
Camille Mayran a été une amie de Charles du Bos. Son roman Histoire de Gotton Connixloo, publié au lendemain de la Première Guerre mondiale et dédié à Paul Bourget, est l'un des grands succès d'éditions de cette période et reçoit le Grand prix du roman de l'Académie française en 1918. Elle a fait également de nombreuses traductions des œuvres de John Galsworthy.

## Œuvres
- Histoire de Gotton Connixloo, suivi de L'Oubliée – Grand prix du roman de l'Académie française, 1918
- L'Epreuve du fils, roman, 1921
- Hiver, roman, 1926
- Aspects de la cathédrale de Strasbourg, 1931
- Dame en noir, roman, 1937
- Alsace, images et pensées, en collaboration avec Pierre Hepp, 1946
- Mémoire de Beauvais, 1947
- Larmes et lumière à Oradour, préface de Gabriel Marcel, 1956
- Georges Mouret. Oradour, le crime, le procès..., 1958
- Portrait de ma mère en son grand âge, 1980

## Traductions
- John Galsworthy, Le Propriétaire, Paris, Calmann-Lévy, 1925 (réimpr. 1926, 1950), 466 p.Traduction rééditée par les Presses du Compagnonnage en 1962, Livre de poche en 1964, Presses pocket en 1986, France Loisirs en 1987, Archipoche en 2018
- John Galsworthy, À louer, Paris, Archipoche, 2018, 331 p. (ISBN 978-2-37735-196-1)